# Danilo Petrucci
Danilo Carlo Petrucci (Terni, 1990. október 24. –) olasz motorversenyző.

## Karrierje
Kölyökkora óta a motorversenyzés világa felé terelték. 16 éves koráig terepmotorokkal körözött, majd ezután került át a gyorsasági versenyzés világába. Első évében a legjobb újonccá vált, két év múlva pedig európai Superstock 600 futamokon indult. Ezután folyamatosan igyekezett felfelé törni, 2010-ben már a nemzeti Superstock 1000 állandó résztvevőjévé vált. 2011-ben a Ducati 1098R nyergében nagyszerű tempóban motorozott, Davide Giugliano lett a nagy ellenfele a szezon során. A két olasz izgalmas évet produkált a két Ducatival. A 10 versenyből nyolc győzelmet ők zsebeltek be, melyeket testvériesen elosztottak egymás közt 4-4 arányban. A rajtelsőségek tekintetében Petrucci volt a jobb, aki 6 pole pozíciót szerzett. A bajnokságot végül két ponttal elbukta, hiába mutatott be hihetetlen hajrát a szezon második felében. Petrucci a MotoGP királykategóriája felé vette az irányt, ahol az Ioda csapat Aprilia erőforrású CRT motorját kapta. 3 évig szolgált az alakulatnál, ahol az utolsó pontszerző helyekért harcolva a bajnokság 17., 19. és 20. helyein végzett. 2015-ben csapatot váltott és a Ducati alkalmazásába állt. A brit nagydíjon a 18. helyről indult, majd a vizes aszfalton megrendezett bemelegítő edzésen már a második lett. A futam második felét követően a mezőny egyik leggyorsabba lett és feljött a 2. helyig. Négy körrel a vége előtt 1,6 másodpercre csökkentette hátrányát Valentino Rossival szemben, végül nem sikerült megelőznie. 2018-ban Dani Pedrosa bejelentette, hogy a szezon végeztével távozik a MotoGP-ből, majd nem sokkal később leigazolták a helyére Jorge Lorenzót a gyári Ducati csapatától. Ennek következtében ő lett Andrea Dovizioso új csapattársa a 2019-es szezonra. A 2019-es MotoGP olasz nagydíjon a 3. helyről rajtolt és karrierje első győzelmét szerezte meg a MotoGP-ben. 2020 június végén hivatalosan jelentették be, hogy a 2021-es szezont a KTM-nél folytatja, de a gyártó szatellit alakulatában, a Tech3-nál. A szezont 21. helyen fejezte be az összetett bajnokságban.
2022-ben elindult a Dakar-ralin, ahol egy szakaszgyőzelmet szerzett. A MotoAmericán a Warhorse HSBK Racing Ducati New York csapatával indult. Húsz ponttal maradt el a bajnoki címtől Jake Gagne-vel szemben. A MotoGP Thai nagydíján a sérült Joan Mirt helyettesítette. 2023-ban a Superbike-világbajnokságba igazolt a Barni Spark Racing csapatához. 2023-as MotoGP francia nagydíjon ő helyettesítette a vállsérüléséből gyúgyuló Enea Bastianinit a gyári Ducatinál. Júliusában a Donington Parkban megrendezett forduló második főversenyén megszerezte első dobogós helyezését a Superbikeban, miután a harmadik helyen ért célba. A cseh versenyhétvégén mindkét főfutamon dobogós helyezést ért el. A szezont a 7. helyen fejezte be, és ő lett a Axel Bassani mögött a második legjobb újonc. A következő szezonban is maradt a csapatnál. A szezonnyitó második Phillip Island-i futamán harmadik lett. Április közepén a holland versenyhétvége előtt motokrosszozás közben súlyos sérüléseket szenvedett, ami következtében a jobb kulcscsontja, illetve lapockája és az állkapcsa tört el, valamint néhány fogát is elveszítette. Júliusban Csehországban ismét dobogón végzett. A portugál és a francia nagydíjon hat versenyből ötször a dobogón végzett, majd a cremonai forduló első versenyén megszerezte első győzelmét a sorozatban. A Superpole versenyen ismét győzni tudott. A második főversenyen is győzni tudott, ezzel mindhárom futamot megnyerte és így ő lett az első, aki egy szatellitcsapatot képviselve érte el ezt a sikert. Eközben egy évvel meghosszabbította a szerződését a Barnival, valamint Yari Montella lett az új csapattársa 2025-re.

## Statisztika
| Szezon | Géposztály | Motor      | Csapat                   | Versenyek | Győzelem | Dobogó | Pole | LKör | Pont | Poz. |
| ------ | ---------- | ---------- | ------------------------ | --------- | -------- | ------ | ---- | ---- | ---- | ---- |
| 2012   | MotoGP     | Ioda       | Came IodaRacing Project  | 18        | 0        | 0      | 0    | 0    | 27   | 19.  |
| 2012   | MotoGP     | Ioda-Suter | Came IodaRacing Project  | 18        | 0        | 0      | 0    | 0    | 27   | 19.  |
| 2013   | MotoGP     | Ioda-Suter | Came IodaRacing Project  | 18        | 0        | 0      | 0    | 0    | 26   | 17.  |
| 2014   | MotoGP     | ART        | Octo IodaRacing Team     | 14        | 0        | 0      | 0    | 0    | 17   | 20.  |
| 2015   | MotoGP     | Ducati     | Octo Pramac Racing       | 18        | 0        | 1      | 0    | 0    | 113  | 10.  |
| 2016   | MotoGP     | Ducati     | Octo Pramac Yakhnich     | 14        | 0        | 0      | 0    | 1    | 75   | 14.  |
| 2017   | MotoGP     | Ducati     | Octo Pramac Racing       | 18        | 0        | 4      | 0    | 0    | 124  | 8.   |
| 2018   | MotoGP     | Ducati     | Alma Pramac Racing       | 19        | 0        | 1      | 0    | 1    | 144  | 8.   |
| 2019   | MotoGP     | Ducati     | Ducati Corse             | 19        | 1        | 3      | 0    | 0    | 176  | 6.   |
| 2020   | MotoGP     | Ducati     | Ducati Corse             | 14        | 1        | 1      | 0    | 0    | 78   | 12.  |
| 2021   | MotoGP     | KTM        | Tech3 KTM Factory Racing | 18        | 0        | 0      | 0    | 0    | 37   | 21.  |
| 2022   | MotoGP     | Suzuki     | Team Suzuki Ecstar       | 1         | 0        | 0      | 0    | 0    | 0    | 30.  |
| 2023   | MotoGP     | Ducati     | Ducati Lenovo Team       | 1         | 0        | 0      | 0    | 0    | 5    | 28.  |

## Eredményei

### Teljes MotoGP-eredménylistája
(Táblázat értelmezése)

(Félkövér: pole-pozícióból indult; dőlt: leggyorsabb kört futott) 

| Év   | Géposztály | Motor      | 1   | 2   | 3   | 4   | 5   | 6   | 7   | 8   | 9   | 10  | 11  | 12  | 13  | 14  | 15  | 16  | 17  | 18  | 19  | 20  | Helyezés | Pont |
| 2012 | MotoGP     | Ioda       | QAT | ESP | POR | FRA | CAT | GBR | NED | GER | ITA | USA | IND | CZE | RSM | ARA | JPN | MAL | AUS | VAL |     |     | 19.      | 27   |
| ---- | ---------- | ---------- | --- | --- | --- | --- | --- | --- | --- | --- | --- | --- | --- | --- | --- | --- | --- | --- | --- | --- | --- | --- | -------- | ---- |
| 2012 | MotoGP     | Ioda       | Ki  | 13  | 15  | Ki  | 19  | 17  | 11  | 17  | Ki  | Ki  | Ki  | 17  |     |     |     |     |     |     |     |     | 19.      | 27   |
| 2012 | MotoGP     | Ioda-Suter |     |     |     |     |     |     |     |     |     |     |     |     | 14  | 17  | Ki  | 11  | 13  | 8   |     |     | 19.      | 27   |
| 2013 | MotoGP     | Ioda-Suter | QAT | AME | ESP | FRA | ITA | CAT | NED | GER | USA | IND | CZE | GBR | SMR | ARA | MAL | AUS | JPN | VAL |     |     | 17.      | 26   |
| 2013 | MotoGP     | Ioda-Suter | Ki  | Ki  | 14  | 14  | 12  | 11  | 16  | 14  | 13  | 17  | 13  | 15  | 15  | Ki  | 16  | 15  | 18  | 14  |     |     | 17.      | 26   |
| 2014 | MotoGP     | ART        | QAT | AME | ARG | ESP | FRA | ITA | CAT | NED | GER | IND | CZE | GBR | RSM | ARA | JPN | AUS | MAL | VAL |     |     | 20.      | 17   |
| 2014 | MotoGP     | ART        | 14  | 17  | Ki  | Ni  |     |     |     | 15  | 15  | Ki  | Ki  | 18  | Ki  | 11  | Ki  | 12  | Ki  | 12  |     |     | 20.      | 17   |
| 2015 | MotoGP     | Ducati     | QAT | AME | ARG | ESP | FRA | ITA | CAT | NED | GER | IND | CZE | GBR | RSM | ARA | JPN | AUS | MAL | VAL |     |     | 10.      | 113  |
| 2015 | MotoGP     | Ducati     | 12  | 10  | 11  | 12  | 10  | 9   | 9   | 11  | 9   | 10  | 10  | 2   | 6   | Ki  | Ki  | 12  | 6   | 10  |     |     | 10.      | 113  |
| 2016 | MotoGP     | Ducati     | QAT | ARG | AME | ESP | FRA | ITA | CAT | NED | GER | AUT | CZE | GBR | RSM | ARA | JPN | AUS | MAL | VAL |     |     | 14.      | 75   |
| 2016 | MotoGP     | Ducati     | Ni  |     |     |     | 7   | 8   | 9   | Ki  | Ki  | 11  | 7   | 9   | 11  | 17  | 8   | 9   | 10  | 12  |     |     | 14.      | 75   |
| 2017 | MotoGP     | Ducati     | QAT | ARG | AME | ESP | FRA | ITA | CAT | NED | GER | CZE | AUT | GBR | RSM | ARA | JPN | AUS | MAL | VAL |     |     | 8.       | 124  |
| 2017 | MotoGP     | Ducati     | Ki  | 7   | 8   | 7   | Ki  | 3   | Ki  | 2   | 12  | 7   | Ki  | Ki  | 2   | 20  | 3   | 21  | 6   | 13  |     |     | 8.       | 124  |
| 2018 | MotoGP     | Ducati     | QAT | ARG | AME | ESP | FRA | ITA | CAT | NED | GER | CZE | AUT | GBR | RSM | ARA | THA | JPN | AUS | MAL | VAL |     | 8.       | 144  |
| 2018 | MotoGP     | Ducati     | 5   | 10  | 12  | 4   | 2   | 7   | 8   | Ki  | 4   | 6   | 5   | T   | 11  | 7   | 9   | 9   | 12  | 9   | Ki  |     | 8.       | 144  |
| 2019 | MotoGP     | Ducati     | QAT | ARG | AME | ESP | FRA | ITA | CAT | NED | GER | CZE | AUT | GBR | RSM | ARA | THA | JPN | AUS | MAL | VAL |     | 6.       | 176  |
| 2019 | MotoGP     | Ducati     | 6   | 6   | 6   | 5   | 3   | 1   | 3   | 6   | 4   | 8   | 9   | 7   | 10  | 12  | 9   | 9   | Ki  | 9   | Ki  |     | 6.       | 176  |
| 2020 | MotoGP     | Ducati     | ESP | ANC | CZE | AUT | STY | RSM | EMI | CAT | FRA | ARA | TER | EUR | VAL | POR |     |     |     |     |     |     | 12.      | 78   |
| 2020 | MotoGP     | Ducati     | 9   | Ki  | 12  | 7   | 11  | 16  | 10  | 8   | 1   | 15  | 10  | 10  | 15  | 16  |     |     |     |     |     |     | 12.      | 78   |
| 2021 | MotoGP     | KTM        | QAT | DOH | POR | ESP | FRA | ITA | CAT | GER | NED | STY | AUT | GBR | ARA | RSM | AME | EMI | ALG | VAL |     |     | 21.      | 37   |
| 2021 | MotoGP     | KTM        | Ki  | 19  | 13  | 14  | 5   | 9   | Ki  | Ki  | 13  | 18  | 12  | 10  | 14  | 16  | 18  | Ki  | Ki  | 18  |     |     | 21.      | 37   |
| 2022 | MotoGP     | Suzuki     | QAT | IDN | ARG | AME | POR | ESP | FRA | ITA | CAT | GER | NED | GBR | AUT | RSM | ARA | JPN | THA | AUS | MAL | VAL | 30.      | 0    |
| 2022 | MotoGP     | Suzuki     |     |     |     |     |     |     |     |     |     |     |     |     |     | 20  |     |     |     |     |     |     | 30.      | 0    |
| 2023 | MotoGP     | Ducati     | POR | ARG | AME | ESP | FRA | ITA | GER | NED | GBR | AUT | CAT | RSM | IND | JPN | IDN | AUS | THA | MAL | QAT | VAL | 28.      | 5    |
| 2023 | MotoGP     | Ducati     |     | 11  |     |     |     |     |     |     |     |     |     |     |     |     |     |     |     |     |     |     | 28.      | 5    |

- * A szezon jelenleg is zajlik.
- 1-9 A sprintfutamon elért pontszerző helyezés

### Teljes Superbike-világbajnokság eredménylistája
(Táblázat értelmezése)

(Félkövér: pole-pozícióból indult; dőlt: leggyorsabb kört futott) 

| Év   | Motor  | 1   | 1   | 1   | 2   | 2   | 2   | 3   | 3   | 3   | 4   | 4   | 4   | 5   | 5   | 5   | 6   | 6   | 6   | 7   | 7   | 7   | 8   | 8   | 8   | 9   | 9   | 9   | 10  | 10  | 10  | 11  | 11  | 11  | 12  | 12  | 12  | Helyezés | Pont |
| Év   | Motor  | V1  | SV  | V2  | V1  | SV  | V2  | V1  | SV  | V2  | V1  | SV  | V2  | V1  | SV  | V2  | V1  | SV  | V2  | V1  | SV  | V2  | V1  | SV  | V2  | V1  | SV  | V2  | V1  | SV  | V2  | V1  | SV  | V2  | V1  | SV  | V2  | Helyezés | Pont |
| 2023 | Ducati | AUS | AUS | AUS | IDN | IDN | IDN | NED | NED | NED | ESP | ESP | ESP | ITA | ITA | ITA | GBR | GBR | GBR | ITA | ITA | ITA | CZE | CZE | CZE | FRA | FRA | FRA | ESP | ESP | ESP | POR | POR | POR | ESP | ESP | ESP | 7.       | 228  |
| ---- | ------ | --- | --- | --- | --- | --- | --- | --- | --- | --- | --- | --- | --- | --- | --- | --- | --- | --- | --- | --- | --- | --- | --- | --- | --- | --- | --- | --- | --- | --- | --- | --- | --- | --- | --- | --- | --- | -------- | ---- |
| 2023 | Ducati | 8   | 11  | 9   | 5   | 11  | 6   | 9   | 15  | 8   | Kiz | 11  | 12  | Ki  | Hn  | 7   | 4   | 5   | 3   | 6   | 8   | 9   | 3   | 8   | 2   | 5   | 5   | 7   | 5   | 12  | Ki  | 12  | 15  | 6   | 5   | 9   | 5   | 7.       | 228  |
| 2024 | Ducati | PHI | PHI | PHI | BAR | BAR | BAR | ASS | ASS | ASS | MIS | MIS | MIS | DON | DON | DON | MOS | MOS | MOS | POR | POR | POR | MAG | MAG | MAG | CRE | CRE | CRE | ARA | ARA | ARA | EST | EST | EST | JER | JER | JER | 5.       | 307  |
| 2024 | Ducati | 8   | 15  | 3   | 7   | 7   | 5   |     |     |     | 9   | 9   | 6   | 7   | 9   | 6   | 2   | 4   | Ki  | 3   | 2   | 5   | 3   | 3   | 2   | 1   | 1   | 1   | 5   | 6   | 6   | Ki  | 5   | 7   | Ki  | 4   | 6   | 5.       | 307  |

* A szezon jelenleg is zajlik.

### Dakar-rali
| Év   | Kategória | Gyártó | Szakaszgyőzelmek | Helyezés |
| ---- | --------- | ------ | ---------------- | -------- |
| 2022 | Motor     | KTM    | 1                | 90.      |

### Teljes MotoAmerica Superbike-eredménylistája
| Év   | Motor  | 1     | 1     | 2     | 2      | 3     | 3     | 4     | 4     | 5     | 5     | 6     | 6     | 7     | 7     | 8     | 8     | 9     | 9     | 10    | 10    | Helyezés | Pont |
| Év   | Motor  | V1    | V2    | V1    | V2     | V1    | V2    | V1    | V2    | V1    | V2    | V1    | V2    | V1    | V2    | V1    | V2    | V1    | V2    | V1    | V2    | Helyezés | Pont |
| ---- | ------ | ----- | ----- | ----- | ------ | ----- | ----- | ----- | ----- | ----- | ----- | ----- | ----- | ----- | ----- | ----- | ----- | ----- | ----- | ----- | ----- | -------- | ---- |
| 2022 | Ducati | COA 1 | COA 1 | ATL 1 | ATL Ki | VIR 4 | VIR 3 | RAM 2 | RAM 3 | RID 3 | RID 2 | LAG 3 | LAG 2 | MIN 3 | MIN 1 | PIT 2 | PIT 3 | NJE 4 | NJE 1 | ALA 3 | ALA 4 | 2.       | 356  |